# 코츠월드구

코츠월드구의 위치

코츠월드구(영어: Cotswold District)는 잉글랜드 글로스터셔주에 위치한 비도시 자치구로 중심 도시는 시런세스터이며 인구는 84,637명(2014년 기준), 면적은 1,164.5km2이다.